# كأس لبنان 2005–06
كأس لبنان 2005–06 هي النسخة الرابعة والثلاثين من كأس لبنان، أعلى بطولة كأس كرة قدم للأندية في لبنان منذ إنطلاقها في 1938.
لعب البطولة بين 27 كانون الأول 2005 و21 أيّار 2006 بمشاركة 28 فريقًا. وحقق اللقب الأنصار بعد أن فاز على الحكمة في النهائي بنتيجة 3–1.

## المرحلة الأولى

### الجولة الأولة
شارك في الجولة الأولى 22 فريقًا وتأهل منها 11 فريق إلى الجولة الثانية. لعبت المباريات في 27 و28 كانون الأول 2005 و3 و4 كانون الثاني 2006.
| رقم المباراة                               | الفريق المضيف    | النتيجة | الفريق الضيف        |
| ------------------------------------------ | ---------------- | ------- | ------------------- |
| 1                                          | الحكمة           | 7–0     | الزمالك بيروت       |
| 2                                          | الأهلي النبطية   | 7–1     | التعاضد مزرعة الشوف |
| 3                                          | الراسينغ جونية   | 12–3    | الراية              |
| 4                                          | شباب الساحل      | 2–0     | الرابطة الأخوية     |
| 5                                          | الهومنمن بيروت   | 3–2     | الأمل معركة         |
| 6                                          | التضامن النبطية  | 1–3     | هدى الرسالة         |
| 7                                          | الأهلي صيدا      | 4–1     | جويا الإجتماعي      |
| 8                                          | الإجتماعي طرابلس | 3–0     | حرف اردة الخيري     |
| 9                                          | الهومنتمن بيروت  | 12–0    | الأرز بيروت         |
| 10                                         | المحبة طرابلس    | 6–1     | القلب الأقدس        |
| 11                                         | الشباب الغازية   | 1–1     | الإخاء الأهلي عاليه |
| الإخاء الأهلي عاليه فاز 4–3 بركلات الترجيح |                  |         |                     |

### الجولة الثانية
شارك في الجولة الثانية 12 فريقًا وتأهل منها 6 فرق إلى دور الستة عشر. لعبت المباريات في 10 و11 كانون الثاني 2006.
| رقم المباراة | الفريق المضيف  | النتيجة | الفريق الضيف     |
| ------------ | -------------- | ------- | ---------------- |
| 1            | الأهلي النبطية | 1–4     | الحكمة           |
| 2            | الهومنمن بيروت | 1–4     | المحبة طرابلس    |
| 3            | الراسينغ جونية | 1–2     | الهومنتمن بيروت  |
| 4            | الأهلي صيدا    | 2–0     | الإجتماعي طرابلس |
| 5            | النجمة معركة   | 1–0     | الشباب الغازية   |
| 6            | شباب الساحل    | 3–0     | التضامن النبطية  |

## المرحلة الثانية

### دور الستة عشر
شارك في دور السنة عشر 16 فريقًا وتأهل منها 8 فرق إلى ربع النهائي. لعبت المباريات في 29 و31 كانون الثاني و1 شباط 2006.
| رقم المباراة                        | الفريق المضيف  | النتيجة | الفريق الضيف  |
| ----------------------------------- | -------------- | ------- | ------------- |
| 1                                   | المبرة         | 3–1     | الريان        |
| 2                                   | الأنصار        | 3–1     | الأهلي صيدا   |
| 3                                   | العهد          | 3–1     | الهومنتمن     |
| 4                                   | الصفاء         | 1–2     | الحكمة        |
| 5                                   | النجمة         | 1–0     | طرابلس        |
| 6                                   | الراسينغ بيروت | 3–1     | النجمة معركة  |
| 7                                   | السلام زغرتا   | 1–1     | المحبة طرابلس |
| السلام زغرتا فاز 3–2 بركلات الترجيح |                |         |               |
| 8                                   | التضامن صور    | 1–2     | شباب الساحل   |

### ربع النهائي
شارك في ربع النهائي 8 فرق وتأهل منها 4 فرق إلى نصف النهائي. لعبت المباريات بنظام الذهاب والإياب حيث كان الذهاب في 25 و26 شباط والإياب في 17 و18 آذار 2006.
| رقم المباراة                  | الفريق المضيف | النتيجة | الفريق الضيف   | الذهاب | الإياب |
| ----------------------------- | ------------- | ------- | -------------- | ------ | ------ |
| 1                             | السلام زغرتا  | 0–0     | المبرة         | 0–0    | 0–0    |
| المبرة فاز 5–4 بركلات الترجيح |               |         |                |        |        |
| 2                             | العهد         | 3–1     | الراسينغ بيروت | 2–1    | 1–0    |
| 3                             | النجمة        | 4–5     | الأنصار        | 0–2    | 4–3    |
| 4                             | الحكمة        | 2–0     | شباب الساحل    | 1–0    | 1–0    |

### نصف النهائي
شارك في نصف النهائي 4 فرق وتأهل منها فريقان إلى النهائي. لعبت المباريات بنظام الذهاب والإياب حيث كان الذهاب في 9 و12 والإياب في 26 و28 نيسان 2006.
| رقم المباراة | الفريق المضيف | النتيجة | الفريق الضيف | الذهاب | الإياب |
| ------------ | ------------- | ------- | ------------ | ------ | ------ |
| 1            | الأنصار       | 3–1     | العهد        | 1–0    | 2–1    |
| 2            | الحكمة (خ)    | 2–2     | المبرة       | 0–1    | 2–1    |

### النهائي
شارك في النهائي ناديي الأنصار والحكمة. لعب النهائي في 21 أيّار 2006.
| رقم المباراة | الفريق المضيف | النتيجة | الفريق الضيف |
| ------------ | ------------- | ------- | ------------ |
| 1            | الأنصار       | 3–1     | الحكمة       |